# Willamaci
Willamaci is een bestuurslaag in het regentschap Bima van de provincie West-Nusa Tenggara, Indonesië. Willamaci telt 2753 inwoners (volkstelling 2010).